# Amanda Lightfoot
Amanda Lightfoot (ur. 30 stycznia 1987 w Coventry) – brytyjska biathlonistka. Trzykrotna uczestniczka mistrzostw świata w biathlonie i trzykrotna uczestniczka mistrzostw Europy w biathlonie. W narodowej kadrze zadebiutowała w 2008 roku.

## Osiągnięcia

### Igrzyska olimpijskie
| Rok  | Miejscowość | Konkurencje | Konkurencje | Konkurencje | Konkurencje | Konkurencje | Konkurencje | Konkurencje |
| Rok  | Miejscowość | IN          | SP          | PU          | MS          | RL          | MR          | SR          |
| ---- | ----------- | ----------- | ----------- | ----------- | ----------- | ----------- | ----------- | ----------- |
| 2014 | Soczi       | 70.         | 75.         | –           | –           | –           | –           | nd.         |
| 2018 | Pjongczang  | 73.         | 67.         | –           | –           | –           | –           | nd.         |

### Mistrzostwa świata
| Rok  | Miejscowość          | Konkurencje | Konkurencje | Konkurencje | Konkurencje | Konkurencje | Konkurencje | Konkurencje |
| Rok  | Miejscowość          | IN          | SP          | PU          | MS          | RL          | MR          | SR          |
| ---- | -------------------- | ----------- | ----------- | ----------- | ----------- | ----------- | ----------- | ----------- |
| 2009 | Pjongczang           | 104.        | 105.        | –           | –           | 21.         | –           | nd.         |
| 2011 | Chanty-Mansyjsk      | 33.         | 53.         | lap.        | –           | 19.         | 18.         | nd.         |
| 2012 | Ruhpolding           | 59.         | 36.         | 43.         | –           | 22.         | 24.         | nd.         |
| 2013 | Nové Město na Moravě | 95.         | 58.         | 52.         | –           | –           | 25.         | nd.         |
| 2015 | Kontiolahti          | 66.         | 47.         | 47.         | –           | –           | 25.         | nd.         |
| 2016 | Oslo                 | 48.         | 81.         | –           | –           | –           | –           | nd.         |
| 2017 | Hochfilzen           | 32.         | 66.         | –           | –           | –           | –           | nd.         |
| 2019 | Östersund            | –           | –           | –           | –           | –           | –           | –           |
| 2020 | Anterselva           | 64.         | 90.         | –           | –           | –           | –           | 30.         |
| 2021 | Pokljuka             | dns.        | 81.         | –           | –           | –           | –           | –           |

#### Starty na mistrzostwach świata – szczegółowo
| Miejsce | Dzień     | Rok  | Miejscowość     | Konkurencja         | Strzelanie | Czas biegu    | Strata       | Zwycięzca        |
| ------- | --------- | ---- | --------------- | ------------------- | ---------- | ------------- | ------------ | ---------------- |
| 105.    | 14 lutego | 2009 | Pjongczang      | sprint              | 4          | 28:23,9 min   | +7:12,8 min  | Kati Wilhelm     |
| 104.    | 17 lutego | 2009 | Pjongczang      | bieg indywidualny   | 10         | 1:01:45,0 min | +17:41,9 s   | Kati Wilhelm     |
| 21.     | 21 lutego | 2009 | Pjongczang      | sztafeta 4 × 7,5 km | 10+17      | 1:29:15,4 min | +16:02,5 min | Rosja            |
| 54.     | 5 marca   | 2011 | Chanty-Mansyjsk | sprint              | 2          | 24:16.8 min   | +3:45.6 min  | Magdalena Neuner |
| LAP.    | 6 marca   | 2011 | Chanty-Mansyjsk | bieg pościgowy      | 3          | 00:00.0 min   | +0:00.0 min  | Kaisa Mäkäräinen |
| 34.     | 9 marca   | 2011 | Chanty-Mansyjsk | bieg indywidualny   | 3          | 54:37.6 min   | +7:29.3 min  | Helena Ekholm    |
| LPD.    | 13 marca  | 2011 | Chanty-Mansyjsk | sztafeta 4 × 7,5 km | 5+15       | 0:00:00,0 min | +0:00,0 min  | Niemcy           |
| 36.     | 3 marca   | 2012 | Ruhpolding      | sprint              | 0          | 23:45.3 min   | +2:38.3 min  | Magdalena Neuner |
| 43.     | 4 marca   | 2012 | Ruhpolding      | bieg pościgowy      | 2          | 35:20.1 min   | +5:40.5 min  | Darja Domraczawa |
| 59.     | 7 marca   | 2012 | Ruhpolding      | bieg indywidualny   | 4          | 50:07.0 min   | +7:37.0 min  | Tora Berger      |
| LPD.    | 10 marca  | 2012 | Ruhpolding      | sztafeta 4 × 7,5 km | 1+13       | 0:00:00,0 min | +0:00,0 min  | Niemcy           |

### Mistrzostwa Europy
| 2008 Nové Město na Moravě (Czechy) | DNS (PU), 12. miejsce (RL), 58. miejsce (SP), DNS (IN) |
| 2010 Otepää (Estonia)              | 19. miejsce (IN), DNS(SP)                              |
| 2011 Ridnaun/Val Ridanna (Włochy)  | 32. miejsce (SP), 34. miejsce (IN), 30. miejsce (PU)   |

### Puchar Świata

#### Miejsca w klasyfikacji generalnej
| Sezon     | Miejsce           |
| --------- | ----------------- |
| 2010/2011 | 90.               |
| 2011/2012 | 94.               |
| 2016/2017 | 95.               |
| 2017/2018 | 86.               |
| 2018/2019 | nie brała udziału |
| 2019/2020 | niesklasyfikowana |
| 2020/2021 | niesklasyfikowana |
| 2021/2022 | 83.               |